# Zeg maar niets meer
Zeg maar niets meer is een single uit 1982 van de Nederlandse zanger André Hazes met een eigen tekst, maar op de melodie van You Don't Own Me (waarmee de Amerikaanse zangeres Lesley Gore in 1964 een hit had). Het is het tweede nummer van het album Gewoon André.
In 2013 bracht Hazes' zoon André Hazes jr. samen met de Vlaamse schlagerzanger Christoff een nieuwe versie van het nummer uit.

## Tracklist
1. Zeg maar niets meer
2. De nacht is m'n leven

## Hitnoteringen
| In de Nederlandse Top 40 binnen: 16-01-1982 | In de Nederlandse Top 40 binnen: 16-01-1982 | In de Nederlandse Top 40 binnen: 16-01-1982 | In de Nederlandse Top 40 binnen: 16-01-1982 | In de Nederlandse Top 40 binnen: 16-01-1982 | In de Nederlandse Top 40 binnen: 16-01-1982 | In de Nederlandse Top 40 binnen: 16-01-1982 | In de Nederlandse Top 40 binnen: 16-01-1982 | In de Nederlandse Top 40 binnen: 16-01-1982 | In de Nederlandse Top 40 binnen: 16-01-1982 |
| Week                                        | 1                                           | 2                                           | 3                                           | 4                                           | 5                                           | 6                                           | 7                                           | 8                                           |                                             |
| ------------------------------------------- | ------------------------------------------- | ------------------------------------------- | ------------------------------------------- | ------------------------------------------- | ------------------------------------------- | ------------------------------------------- | ------------------------------------------- | ------------------------------------------- | ------------------------------------------- |
| Positie                                     | 38                                          | 23                                          | 17                                          | 10                                          | 9                                           | 9                                           | 15                                          | 25                                          | uit                                         |

| In de Nederlandse Single Top 100 binnen: 23-01-1982 | In de Nederlandse Single Top 100 binnen: 23-01-1982 | In de Nederlandse Single Top 100 binnen: 23-01-1982 | In de Nederlandse Single Top 100 binnen: 23-01-1982 | In de Nederlandse Single Top 100 binnen: 23-01-1982 | In de Nederlandse Single Top 100 binnen: 23-01-1982 | In de Nederlandse Single Top 100 binnen: 23-01-1982 | In de Nederlandse Single Top 100 binnen: 23-01-1982 | In de Nederlandse Single Top 100 binnen: 23-01-1982 | In de Nederlandse Single Top 100 binnen: 23-01-1982 | In de Nederlandse Single Top 100 binnen: 23-01-1982 |
| Week                                                | 1                                                   | 2                                                   | 3                                                   | 4                                                   | 5                                                   | 6                                                   | 7                                                   | 8                                                   | 9                                                   |                                                     |
| --------------------------------------------------- | --------------------------------------------------- | --------------------------------------------------- | --------------------------------------------------- | --------------------------------------------------- | --------------------------------------------------- | --------------------------------------------------- | --------------------------------------------------- | --------------------------------------------------- | --------------------------------------------------- | --------------------------------------------------- |
| Positie                                             | 13                                                  | 7                                                   | 9                                                   | 8                                                   | 5                                                   | 7                                                   | 11                                                  | 25                                                  | 26                                                  | uit                                                 |

### Evergreen Top 1000
| Evergreen Top 1000 "Zeg Maar Niets Meer" | Evergreen Top 1000 "Zeg Maar Niets Meer" | Evergreen Top 1000 "Zeg Maar Niets Meer" | Evergreen Top 1000 "Zeg Maar Niets Meer" | Evergreen Top 1000 "Zeg Maar Niets Meer" | Evergreen Top 1000 "Zeg Maar Niets Meer" | Evergreen Top 1000 "Zeg Maar Niets Meer" | Evergreen Top 1000 "Zeg Maar Niets Meer" | Evergreen Top 1000 "Zeg Maar Niets Meer" | Evergreen Top 1000 "Zeg Maar Niets Meer" | Evergreen Top 1000 "Zeg Maar Niets Meer" |
| Jaar                                     | 2008                                     | 2009                                     | 2010                                     | 2011                                     | 2012                                     | 2013                                     | 2014                                     | 2015                                     | 2016                                     | 2017                                     |
| ---------------------------------------- | ---------------------------------------- | ---------------------------------------- | ---------------------------------------- | ---------------------------------------- | ---------------------------------------- | ---------------------------------------- | ---------------------------------------- | ---------------------------------------- | ---------------------------------------- | ---------------------------------------- |
| Positie                                  | -                                        | -                                        | -                                        | -                                        | -                                        | -                                        | 626                                      | 906                                      | -                                        | -                                        |

### NPO Radio 2 Top 2000
| Nummer met noteringen in de NPO Radio 2 Top 2000 | '00 | '01 | '02 | '03 | '04 | '05 | '06  | '07 | '08 | '09  | '10  | '11  | '12  | '13  | '14  | '15 | '16 | '17 | '18 | '19 | '20 | '21 | '22 | '23 | '24 |
| ------------------------------------------------ | --- | --- | --- | --- | --- | --- | ---- | --- | --- | ---- | ---- | ---- | ---- | ---- | ---- | --- | --- | --- | --- | --- | --- | --- | --- | --- | --- |
| Zeg maar niets meer                              | 386 | 745 | 819 | 988 | 552 | 782 | 1023 | 766 | 775 | 1418 | 1431 | 1476 | 1215 | 1183 | 1149 | 981 | 917 | 751 | 492 | 445 | 427 | 385 | 421 | 417 | 459 |

1. ↑  Een vetgedrukt getal geeft de hoogste notering aan.
2. ↑  2000 was het eerste jaar met een notering voor dit nummer.